# Кипень-Ущерпский
Кипень-Ущерпский — поселок в Клинцовском районе Брянской области в составе Рожновского сельского поселения.

## География
Находится в западной части Брянской области на расстоянии приблизительно 16 км на запад-юго-запад по прямой от вокзала железнодорожной станции Клинцы.

## История
Упоминается с 1920-х годов. На карте 1941 года показан как Кипень с 23 дворами.

## Население
Численность населения: 130 человек (1926), 46 человек (2002), 37 человек (2010), 32 человека (2013).
Будет упразднен как фактически не существующий в связи с переселением всех жителей на постоянное место жительства в другие населённые пункты